# Nižná Myšľa
Nižná Myšľa es un municipio del distrito de Košice-okolie en la región de Košice, Eslovaquia, con una población estimada a final del año 2024 de 1615 habitantes.
Se encuentra ubicado en el centro de la región, en la cuenca hidrográfica del río Sajó (afluente derecho del Tisza) y cerca de la frontera con la región de Prešov y con Hungría.

## Demografía
| Año        | 1994 | 2004     | 2014     | 2024    |
| ---------- | ---- | -------- | -------- | ------- |
| Población  | 1216 | 1394     | 1678     | 1615    |
| Diferencia |      | +14,63 % | +20,37 % | −3,75 % |

| Año        | 2023 | 2024    |
| ---------- | ---- | ------- |
| Población  | 1617 | 1615    |
| Diferencia |      | −0,12 % |